# Eckartshausen (Ilshofen)
Eckartshausen ist seit 1971 ein Stadtteil von Ilshofen im baden-württembergischen Landkreis Schwäbisch Hall.

## Geographische Lage
Der Stadtteil Eckartshausen ist der östlichste der Kleinstadt Ilshofen. Er grenzt im Westen an den zentralen Stadtteil, im Nordosten an das Stadtgebiet von Kirchberg an der Jagst, im Osten an das von Crailsheim und im Süden an den Ilshofener Stadtteil Unteraspach. Der mit Abstand größte Ort darin ist heute das Dorf Eckartshausen im Süden, der Weiler Großallmerspann liegt im Norden, der kleine Weiler Oberschmerach im Osten zusammen mit dem dicht benachbarten, noch kleineren Weiler Unterschmerach.
Die Gemarkung liegt auf Höhen von etwa 416–474 m ü. NHN zwischen den entfernten Flüssen Bühler im Südwesten und Jagst im Nordosten überwiegend auch Ilshofener Ebene genannten östlichen Teil der Haller Ebene diesseits der Bühler, einem Unterraum der Gäulandschaft Hohenloher und Haller Ebene. Nur ein Zwickel im Süden, ein nordwestlicher Vorsprung des Bergwaldes um den Burgberg auf das Dorf Eckartshausen zu, gehört zum Unterraum Burgberg-Vorhöhen und Speltachbucht des Nachbarnaturraums Schwäbisch-Fränkische Waldberge. Am Abfall der bewaldeten Keuperberg im Süden liegt Gipskeuper (Grabfeld-Formation), im bis auf kleine Waldinseln offenen Gebiet der übrigen Gemarkung der tiefere Lettenkeuper (Erfurt-Formation), der auf den Hügeln zwischen den Talmulden von Lösssediment aus dem Quartär überlagert ist, das gute Ackerböden liefert. Fast die ganze Gemarkung wird durch die am genannten Bergsporn entspringende Schmerach und einige ihrer Zuflüsse westwärts zur Bühler entwässert; allein ein kleiner Zwickel ganz im Norden entwässert über den Scherrbach nordwärts zur Jagst.

## Geschichte
Eckartshausen wird zum ersten Mal im Jahre 1298 als „Oggershusen“ urkundlich erwähnt. Bis Ende des Heiligen Römischen Reiches war der Weiler eine Außenbesitzung der damaligen Reichsstadt Hall, dem heutigen Schwäbisch Hall, im damaligen Amt Bühler des Haller Landterritoriums.
Nach Auflösung der Reichsstadt und Übernahme der Haller Landgebiete durch Württemberg 1802, gehörte der Ort zusammen mit Oberschmerach bis 1893 zur Gemeinde Großallmerspann und wurde dann eine selbstständige Gemeinde.
Am 1. Dezember 1971 wurde Eckartshausen nach Ilshofen eingemeindet.
Die Entwicklung verdankte der Ort vor allem seinem 1867 in Betrieb genommenen Bahnhof, dem sich später das Lagerhaus einer bäuerlichen Genossenschaft anschloss. Der Bahnhof der Deutschen Bahn, an dem heute ausschließlich RB- und RE-Züge halten, liegt an der Bahnstrecke Crailsheim–Heilbronn auf halbem Weg zwischen Crailsheim und Schwäbisch Hall und trägt den Namen Eckartshausen-Ilshofen. Das Gebäude wurde nach umfangreicher Sanierung im Jahr 2022 mit dem Denkmalschutzpreis Baden-Württemberg des Schwäbischen Heimatbundes ausgezeichnet.

### Geschehen 1945
In den letzten Kriegstagen des Zweiten Weltkriegs 1945 war der Bahnhof Schauplatz eines Kriegsverbrechens an KZ-Häftlingen, das im Spielfilm Drei Tage im April einen Niederschlag gefunden hat. Am 2. April 1945 blieb hier nach einem Fliegerangriff ein SS-Sonderzug der Reichsbahn aus technischen Gründen liegen. Vier verplombte geschlossene Güterwagen, so genannte Viehwaggons, mit 300 jüdischen KZ-Häftlingen wurden im Eckartshausener Bahnhofsbereich von der Lokomotive abgekoppelt und blieben bewacht von ukrainischen SS-Soldaten auf dem Gleis stehen. Die zu je 75 Leuten in den Waggons unbekannter Herkunft eingepferchten Menschen blieben ihrem Schicksal überlassen, sie verhungerten und verdursteten und ihr Schreien war ein Gräuel für die Einwohner von Eckartshausen. Die Dorfbewohner bemühten sich vergeblich, die zuständigen Dienststellen zum Eingreifen zu bewegen, waren aber von der Situation überfordert und „schafften sich das Problem vom Hals“. Am 6. April 1945 schoben vermutlich Männer des Ortes die Waggons an, damit sie auf die Hauptstrecke kamen und auf der leicht abschüssigen Strecke in Richtung Sulzdorf, Schwäbisch Hall rollten.